# Римский храм (Вик)
Римский храм — архитектурное сооружение, находящееся в городе Вик (Каталония, Испания).

## История
Храм был построен в римскую эпоху в поселении Ауса (современный Вик). Храм был построен в начале II века на самой высокой части берега реки Медер. В течение долгого времени римское происхождение здания было не известно, так как храм был окружен стенами замка XI века и выходил на внутренний двор. Лишь только в 1882 древнее происхождение храма было установлено.
В начале II века в городе Ауса, входившем в римскую провинцию Тарраконская Испания, был построен храм в честь языческого божества, однако, точно какого неизвестно (Юпитера, Юноны или Минервы). В течение VIII века здание укрепляется и переоборудуется в казарму. При Гифре (Вифреде) Волосатом (IX век) строение становится частью замка. С 1812 храм находится под опекой Археологического Общества г. Вик, которое и в настоящее время занимается его сохранением и рекламой.

## Архитектура
В результате реставрационных работ, произведенных в 1930 и 1954 г., здание было восстановлено. Оригинальные части можно наблюдать во фрагменте правой колонны и капители правого переднего угла. Так же остались целыми две стены древней резиденции Монткады. По всей видимости, по углам замка стояли 4 башни.